# مظفر أباد (أصفهان)
مظفر أباد هي قرية في مقاطعة نائين، إيران. عدد سكان هذه القرية هو 113 في سنة 2006.